# Bradley Ridge
Bradley Ridge ist ein felsiger Gebirgskamm im ostantarktischen Mac-Robertson-Land. In der Athos Range der Prince Charles Mountains ragt er 11 km südöstlich des Mount Peter auf.
Kartiert wurde er anhand Luftaufnahmen, die im Rahmen der Australian National Antarctic Research Expeditions entstanden. Das Antarctic Names Committee of Australia (ANCA) benannte ihn nach R. Garland Bradley, Wetterbeobachter auf der Mawson-Station im Jahr 1964.